# Cobitis biwae
Cobitis biwae és una espècie de peix de la família dels cobítids i de l'ordre dels cipriniformes.

## Morfologia
- Els mascles poden assolir 9 cm de llargària total.[4][5]

## Reproducció
És ovípar.

## Hàbitat
Viu en zones de clima temperat.

## Distribució geogràfica
Es troba al Japó.